# José Antonio Aguirre
José Antonio Aguirre y Lecube (Bilbau, 6 de Março de 1904 - Paris, 22 de Março de 1960) foi um político espanhol, militante do Partido Nacionalista Basco, primeiro lehendakari do Governo do País Basco, bem como conselheiro de Defesa desse primeiro executivo, uma tarefa que ele assumiu durante a Guerra Civil Espanhola. Durante o seu mandato, o Governo Basco lutou do lado da Segunda República e o Exército Basco (Euzko Gudarostea) foi criado.

## Infância e formação

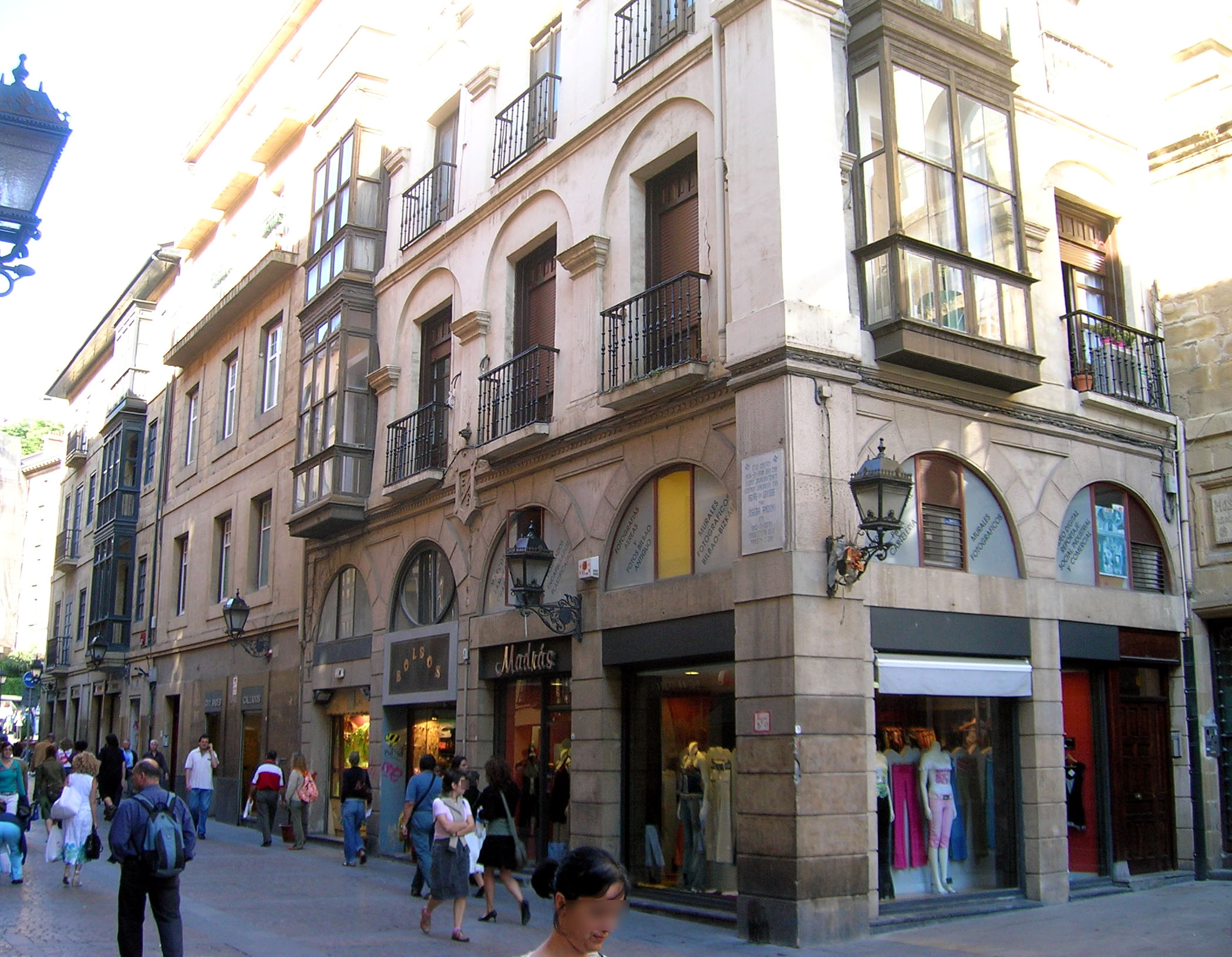
Casa natal de Aguirre em Casco Viejo.

Jogador do Athletic Club entre 1921 e 1925, advogado formado pela Universidade de Deusto em 1925 e membro do PNB, antes de lehendakari foi alcaide da cidade de Guecho, em Biscaia, bem como chefe da empresa "Cho-Bil" , dedicada ao fabrico de chocolate.
Após a morte de seu pai, ele assumiu a fábrica de chocolates da família. Aos 27 anos, quando a Segunda República Espanhola foi instalada, ele foi eleito alcaide de Guecho.

## Estatuto de Autonomia do País Basco em 1936 e a Guerra Civil Espanhola
Aguirre interveio decisivamente nas tentativas fracassadas de elaborar um Estatuto Basco em 1931 e 1932, em que a autonomia foi proposta, e que incluiria Navarra.

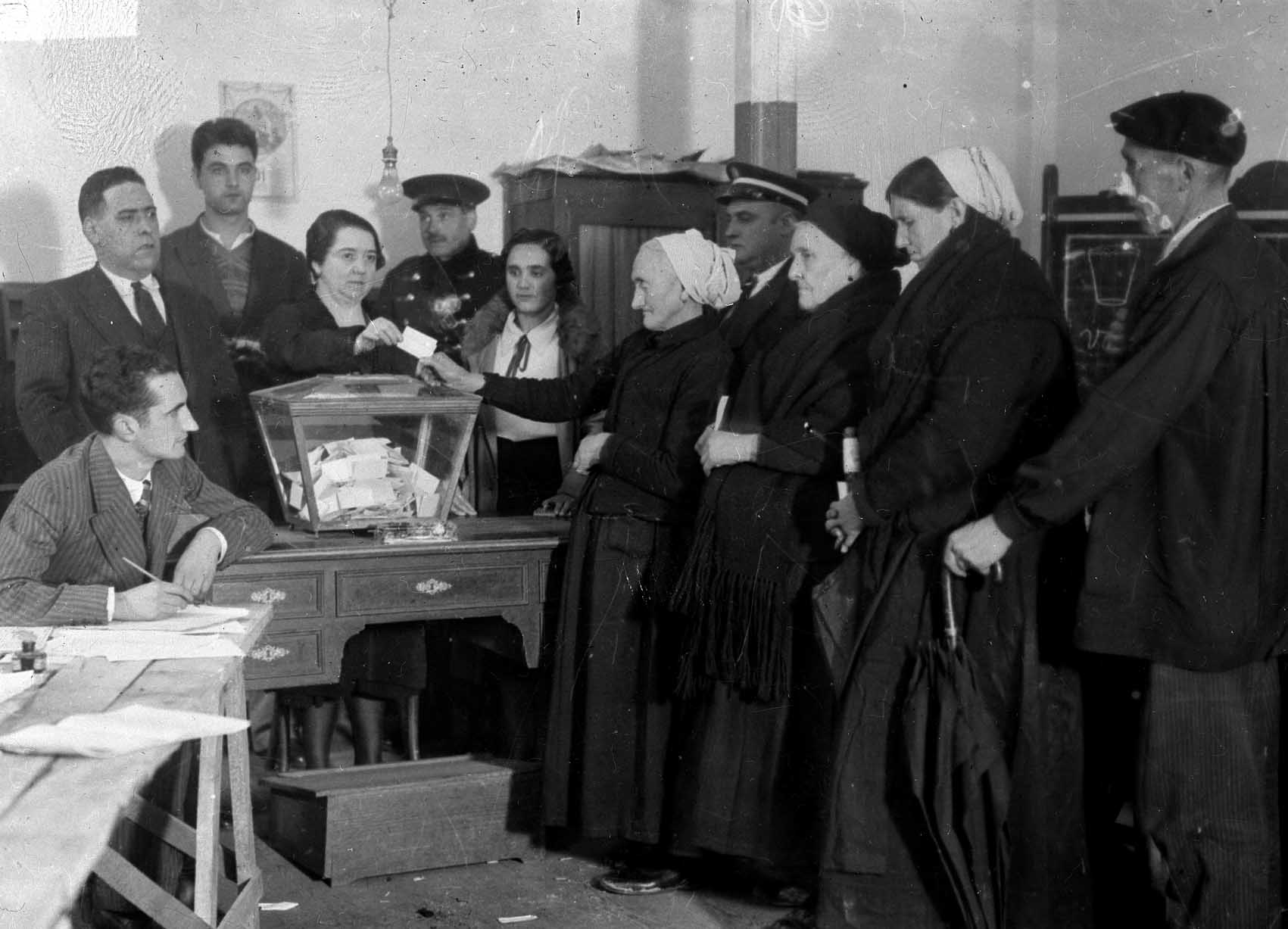
Referendo autonómico de 5 de novembro de 1933 em Eibar para a aprovação de um novo Estatuto. Foto realizada por Indalecio Ojanguren

Em 5 de Novembro de 1933, duas semanas antes das eleições gerais de 19 de Novembro, realiza-se um referendo em Álava, Guipúscoa e Biscaia, que submete um novo texto do Estatuto à consulta, que abandona definitivamente a inclusão de Navarra. O texto é aprovado por esmagadora maioria (459.000 votos a favor, 14.000 contra), embora em Álava os votos favoráveis não tenham atinjido 50% do censo eleitoral.
A dissolução dos Cortes Republicanas para realizar as eleições gerais e, depois, a relutância do Governo radical e a oposição do Partido Carlista à incorporação de Álava no processo estatutário vão contribuir para bloquear o Estatuto até 1 de Outubro de 1936, já em plena Guerra Civil.

## Lehendakari do Governo de Euzkadi

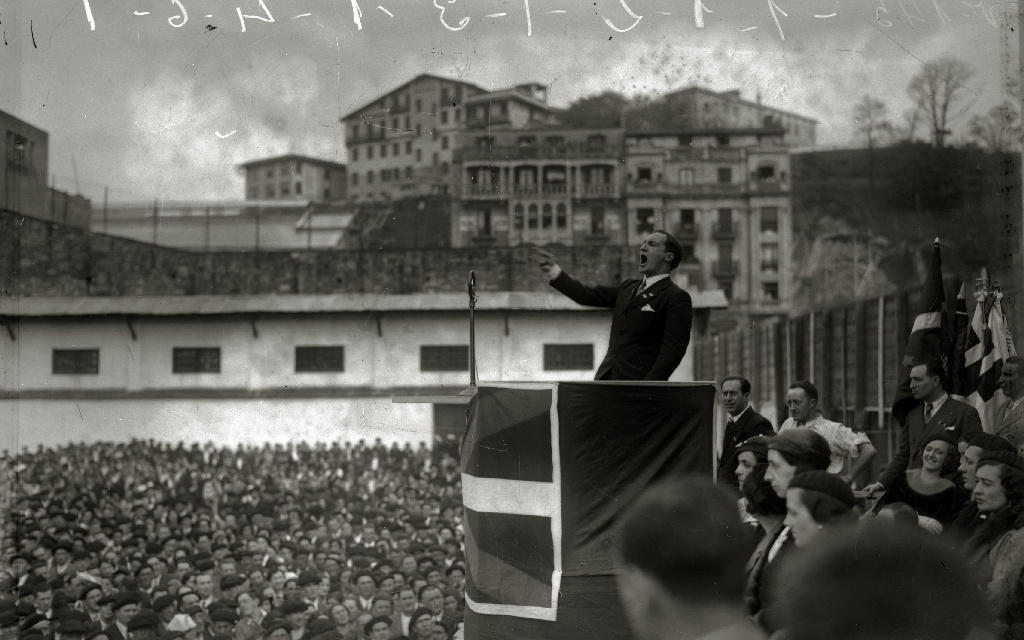
Aguirre em 1933 durante um discurso pronunciado perante um público que assistia a um comício nacionalista no Estádio de Futebol de Atocha. San Sebastián, Guipúscoa, Espanha.

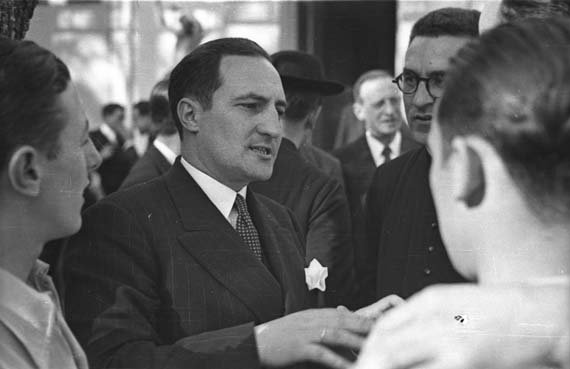
O lehendakari Aguirre no seu exílio francês (Abril de 1939).

No dia 7 de Outubro seguinte, numa votação em que participaram os conselheiros de Biscaia e alguns vereadores municipais guipuscoanos e alaveses (em Álava, como em Navarra, a insurreição havia triunfado e, nessa data, praticamente toda a Guipúscoa já estava em mãos dos rebeldes), em que cada um deles representava tantos votos quanto havia obtido nas últimas eleições municipais, José Antonio Aguirre y Lecube foi eleito lehendakari. Depois de uma cerimónia religiosa na basílica de Begoña, na qual ele jurou fidelidade à fé católica, aos ensinamentos da Igreja, ao seu país e ao seu partido, ele foi para Guernica y Luno para se apresentar, diante de sua árvore simbólica e em basco, no famoso juramento de seu cargo:
Eusko Lur gainean zutunik,

asaben gomutaz,

Gernikako Zuhaizpean,

herri ordezkarion aintzinean

nere agindua ondo betetxea zin dagit.
Tradução:
"Humilde diante de Deus,

de pé na terra basca,

em memória dos antepassados,

sob a árvore de Guernica,

diante dos representantes do povo

Ele formou um governo de consenso, onde estavam presentes nacionalistas, socialistas, comunistas e outros setores republicanos, não sem tensões entre eles, que só implantou os seus poderes em Biscaia por alguns meses, até à queda de Bilbau.
O primeiro governo foi composto por: Presidência e Defesa, José Antonio Aguirre (Partido Nacionalista Basco); Gobernación, Telesforo Monzón (PNB); Justiça e Cultura, Jesús María de Leizaola (PNB); Tesouraria, Heliodoro de la Torre (PNB); Comércio e Suprimentos, Ramón María Aldasoro (Esquerda Republicana); Trabalho, Previsão e Comunicações, Juan de los Toyos (Partido Socialista Operário Espanhol); Indústria, Santiago Aznar (PSOE) e Assistência Social, Juan Gracia (PSOE); Obras Públicas, Juan Astigarrabía (Partido Comunista da Espanha); Agricultura, Gonzalo Nárdiz (Ação Nacionalista Basca); e Saúde, Alfredo Espinosa (União Republicana).
O Exército basco foi formado por batalhões de diferentes ideologias, exatamente como acontecia no governo. Bem armado, embora mal treinado, o Euzko Gudarostea tinha 100.000 soldados. Uma das deficiências mais urgentes, que acabou desequilibrando a balança, foi a ausência de artilharia e aviação pesadas. Famosos são os apelos desesperados de Aguirre a Indalecio Prieto e a Manuel Azaña para enviarem dispositivos para o País Basco. Os historiadores concordam que essa possibilidade era inviável por causa da dificuldade de romper o cerco ao qual Biscaia foi submetido. No entanto, em diferentes expedições, cerca de 40 ou 50 aviões chegaram, a maioria sobrevoando o território inimigo, já que outros enviados pela França foram retidos ou devolvidos, após o desmantelamento do armamento, a Barcelona ou Valência, sob a política de "nenhuma intervenção". Em qualquer caso, a proporção foi de 10 para 1 em favor dos rebeldes. Outro fato que contribuiu decisivamente para a derrota foi a falta de um Estado-Maior qualificado.
Em Junho de 1937, as tropas de Franco quebraram o conhecido Anel de Ferro de Bilbau e entraram na capital de biscaia  graças à traição de Alejandro Goicoechea. Aguirre mudou o seu governo para Trucios antes de ir para Santander e depois para a Catalunha, onde estava preparado para continuar a lutar com os seus homens. Enquanto isso, o dirigente nacionalista basco Juan de Ajuriaguerra acertou um acordo de rendição em Santoña com os italianos (Acordo de Santoña), que não seria apoiado por Franco.

## Exílio

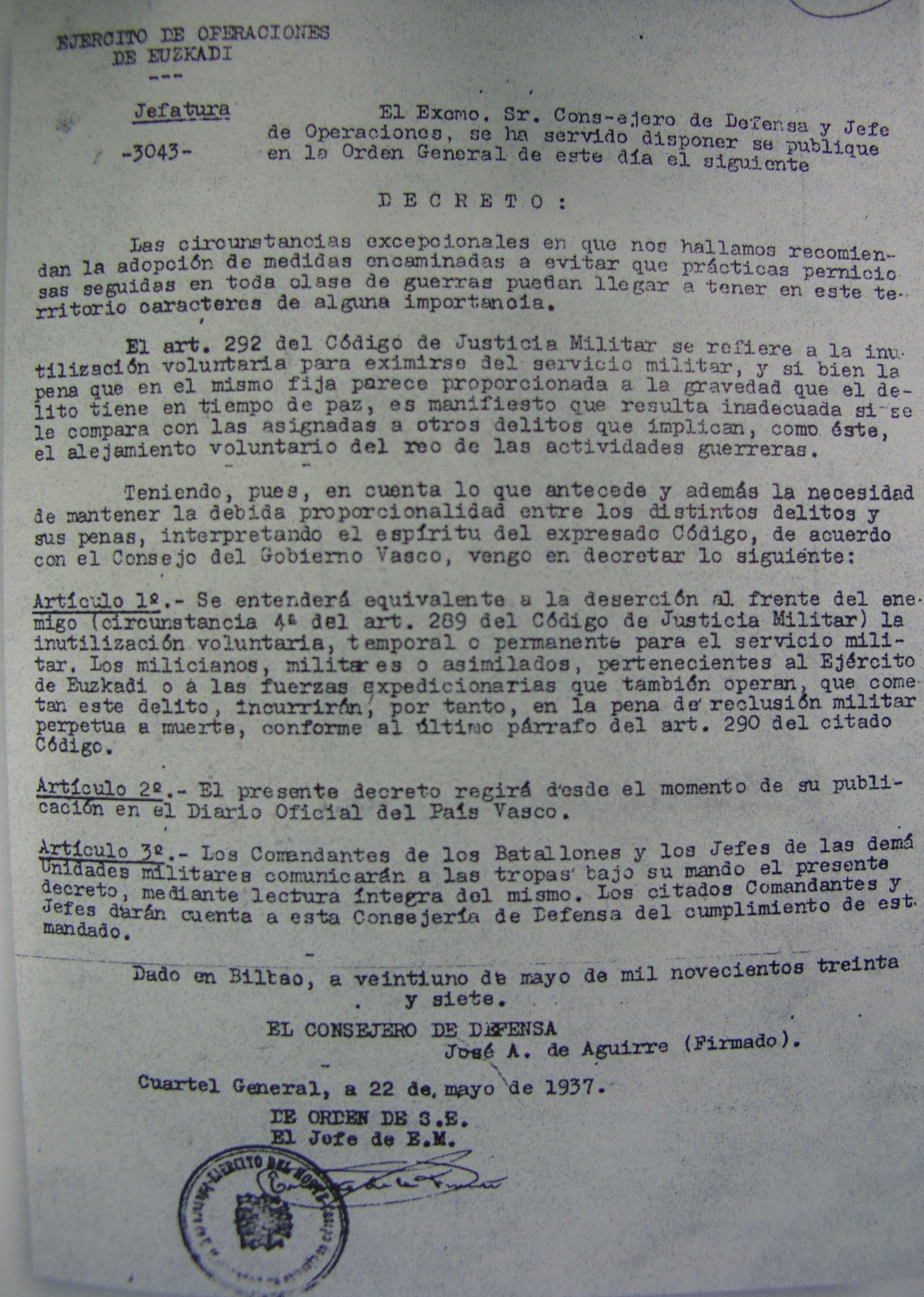
Decreto assinado por José Antonio Aguirre em 1937.

O primeiro Lehendakari da história fugiu para a França depois da guerra com a ajuda de diplomatas venezuelanos. Até 1940, o Governo Basco manterá o exílio em Paris. Depois da invasão alemã da França consegue fugir para a Bélgica, onde, com o canal da Mancha bloqueado, começa uma odisseia para fugir da Gestapo, que o levará de Dunquerque a Bruxelas, passando por Berlim, sob identidade panamense, e de lá para Suécia, onde finalmente embarcará para a América, chegando ao Rio de Janeiro em 27 de Agosto de 1941. Ainda sob falsa identidade, permanecerá vários meses no Brasil, Uruguai e Venezuela, até que o governo dos Estados Unidos o autorize a residir legalmente no seu país. Assim, mudou-se para Nova Iorque, presidindo a sede do Governo Basco no exílio; Aguirre permaneceu lá até 1946, exercendo ao mesmo tempo a profissão de professor na Universidade Columbia.
Em 1946, regressou à França, onde o Governo Basco foi novamente constituído. Aguirre participa da criação da Liga Internacional de Amigos de los Vascos, que atrai 50.000 adeptos, entre eles personalidades religiosas, como os cardeais Verdier e Griffin, políticos, intelectuais, artistas e escritores.
Ele participou do Congresso de Haia, onde os líderes europeus discutiram a ideia de uma Europa unida e federada, e lá ele promoveu a sua ideia de uma união dos povos da Europa. O Governo no exílio promoverá as greves massivas que abalaram o País Basco em 1947 e 1951. Após esses incidentes, em Junho de 1951, o Governo Francês confiscou os escritórios do Governo Basco, na avenida Marceau, em Paris, e entregou-os representantes da ditadura franquista. Em 1954, o ministro do Interior, François Mitterrand, proíbe as transmissões da Rádio Euskadi.
O Governo Basco no exílio esteve longe de alcançar os seus objectivos. As suas políticas para ganhar o apoio das democracias ocidentais contra o franquismo levaram-no a colaborar com o FBI dos Estados Unidos durante a guerra e até mesmo a expulsar os membros comunistas do Governo para não irritar os americanos. O Governo dos Estados Unidos viu que Franco era muito mais útil para os seus propósitos durante a Guerra Fria e a entrada da Espanha de Franco nas Nações Unidas em 1955 será um duro golpe para o Governo no exílio. O único representante espanhol nas Nações Unidas tinha sido o delegado do Governo Basco, Jesús de Galíndez, até ao seu assassinato.
No entanto, hoje em dia é reconhecida a influência que a luta dos vários governos autonómicos no exílio assumiu nas negociações, depois de 1977, do Estatuto de Autonomia da Catalunha, País Basco e Galiza. Esta luta reflete a legitimidade histórica e legal que estes estatutos tinham adquirido durante a República, que foi preservada durante o franquismo pelos governos no exílio dessas regiões.
O lehendakari morreu de um ataque cardíaco em 22 de Março de 1960. Os seus restos mortais foram transferidos para a cidade basca francesa de Saint-Jean-de-Luz, nos Pirenéus Atlânticos, onde eles foram enterrados.

## Toponímia e reconhecimentos

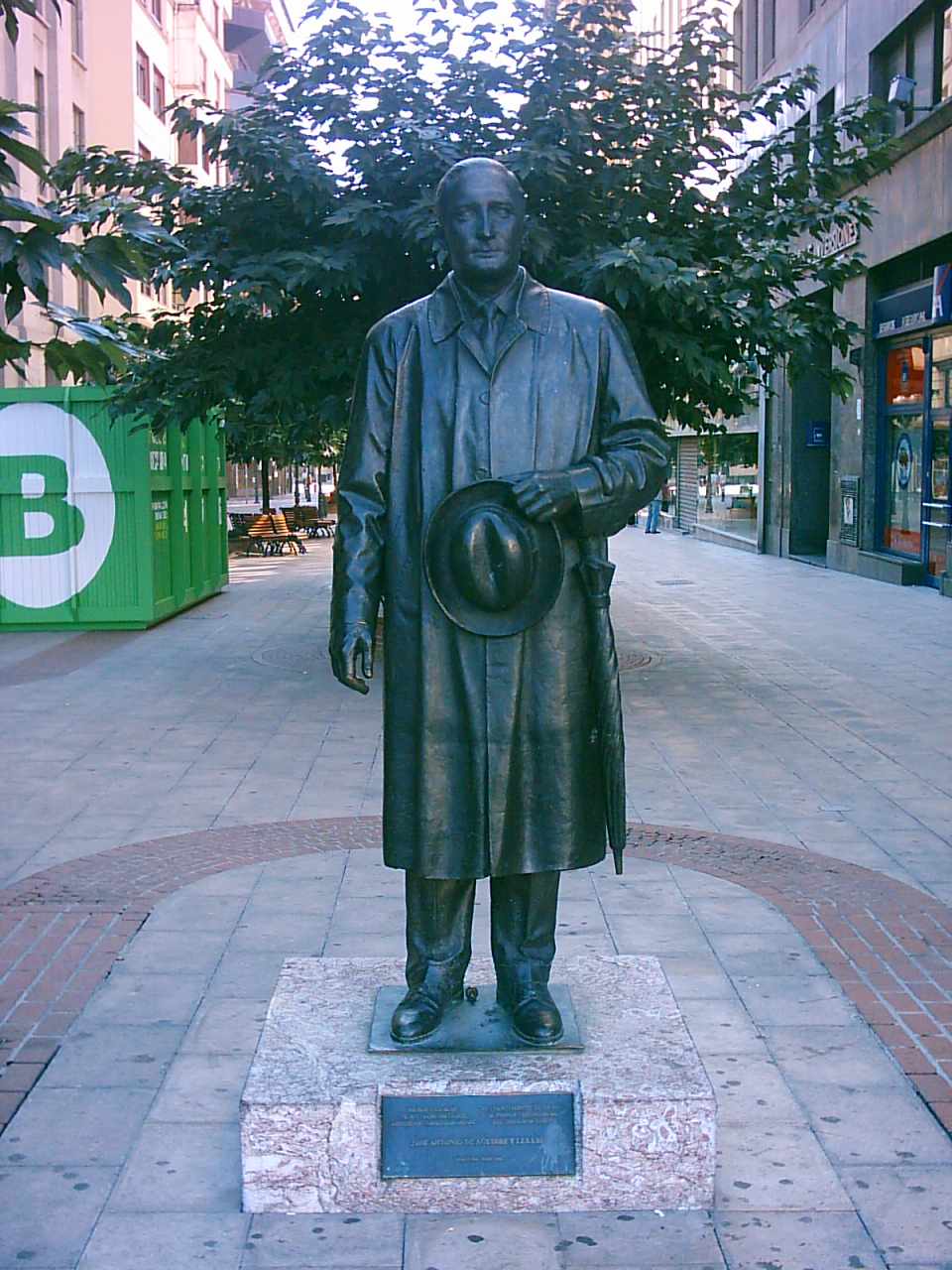
Estátua de José Antonio Aguirre em Bilbau.

São muitos os municípios que quiseram honrar a memória do lehendakari, dedicando-lhe ruas ou praças. Assim, hoje José Antonio Aguirre é um dos nomes mais comuns nas ruas do País Basco, principalmente entre os municípios da província de Biscaia.
- Axpe Achondo: rua.
- Alegría: praça.
- Andoáin: praça.
- Apatamonasterio: rua.
- Arcentales: avenida.
- Arceniega: passeio.
- Arrigorriaga: parque.
- Valmaseda: parque.
- Baquio: praça.
- Basauri: avenida.
- Bedia: praça.
- Berango: rua.
- Bérriz: passeio.
- Bilbao: avenida entre os bairros de São Ignacio e Deusto, estátua na praça Federico Moyúa e uma placa na casa em que nasceu.
- San Sebastián: ponte sobre o rio Urumea depois de uma pequena rua na área de Gurutze, no distrito antigo.
- Durango: rua.
- Erandio: praça.
- Galdácano: praça.
- Getafe: rua.
- Górliz: praça.
- Guecho: praça.
- Guetaria: praça.
- Lanestosa: rua.
- Larrabezúa: rua.
- Leganés: rua.
- Lejona: avenida.
- Lemona: praça.
- Montevideo: rua.
- Morga: praça.
- Mundaka: praça.
- Mutriku: avenida.
- Mundaca: praça.
- Nanclares de la Oca: parque.
- Orozco: praça.
- Rentería: praça
- Santurce: busto na área portuária.
- Sestao: tem a denominação de grande via.
- Sondica: avenida.
- Trucios: avenida.
- Valle de Trápaga: grupo de edifícios residenciais.
- Vitoria: rua no centro e placa comemorativa.
- Yurre: avenida.
- Zaldívar: parque.
- Zalla: avenida.

Em 2010, foi concedida a título póstumo a Grande Cruz da Árvore de Guernica, a mais alta condecoração concedida pelo Governo Basco.